# Green Lantern (série télévisée d'animation, 1967)
Pour les articles homonymes, voir Green Lantern (homonymie).
Green Lantern est une série télévisée d'animation américaine en trois épisodes de six minutes produite par Filmation et diffusée du 23 décembre 1967 au 6 janvier 1968 sur le réseau CBS. Elle a été diffusée dans le cadre de l'émission The Superman/Aquaman Hour of Adventure d'une durée de 60 minutes comptant neuf séries au total.
Cette série est inédite dans tous les pays francophones.

## Synopsis
Hal Jordan est un pilote reconnu. Après avoir secouru un extra-terrestre, il devient le Green Lantern, nouveau protecteur de la Terre et faisant partie du Green Lantern Corp.

## Distribution

### Voix originales
- Gerald Mohr : Hal Jordan / Green Lantern

## Épisodes
1. Evil is as Evil Does
2. The Vanishing World
3. Sirena, Empress of Evil